# Oranje-Vrijstaatplein
Het Oranje-Vrijstaatplein is een plein in de buurt Oostpoort in de wijk Dapperbuurt in Amsterdam Oud-Oost. Het is voetgangersgebied.

## Geschiedenis en ligging
Het plein ontstond in de jaren nul van de 21e eeuw als gevolg van een grootscheepse sanering van het gebied in de noordoosthoek Ringvaart van de Watergraafsmeer en Linnaeusstraat. Hier stond jarenlang de Oostergasfabriek met gashouders, het Sportfondsebad Oost, de GVB garage Oost en allerlei fabrieksgebouwtjes.
Het plein kwam te liggen aan de ringvaart, waar sinds 1939 de Oranje-Vrijstaatkade ligt. Het plein is naar die kade vernoemd, op zich een vernoeming naar Oranje Vrijstaat.

## Gebouwen
Rond het plein staan slechts drie gebouwen, alle uit de jaren 2008-2014:
- Oranje Vrijstaatplein 1 en 2 zijnde de oostelijke gevelwand uit 2008/2009; ze wordt gevormd door het voormalige stadsdeelkantoor Oost (in 2019) Stadsloket Oost). Het kantoor is gebouwd naar een ontwerp van Kraaijvanger-Urbis. In het gebouw werd ook een school, een kunstuitleencentrum en een Brede school ondergebracht. Een deel van het gebouw valt onder moderne architectuur, maar een klein deel verwijst ook naar de oude gebouwtjes die hier stonden.
- Oranje Vrijstaatplein 3-40 zijn de westelijke gevelwand uit omstreeks 2014; het maakt deel uit van een omvangrijk complex dat zich uitstrekt over Land van Cocagneplein 12-48, Oranje Vrijstaatkade 23-69 en Waldenlaan 2-16; Mulleners en Mulleners architecten ontwierpen gebouwen waarin woningen, winkels en de entree van een zwembad geïntegreerd werden; het kantoor liet zich inspireren door gebouwen in de omgeving;
- Woongebouw Atlantisplein vult de noordelijke gevelwand van het Oranje Vrijstaatsplein maar kent als adres Waldenlaan 40-210; er werden omstreeks 2014 74 woningen gebouwd naar een ontwerp van Molenaar & Co Architecten (Joris Molenaar), die het een eclectische stijl meegaf, een stijl die ook in de buurten rondom de Linnaeusstraat werd toegepast; er werden woningen, winkels en een parkeergarage in ondergebracht.

De zuidkant is onbebouwd, de Pier de Boerbrug voert hier over de ringvaart naar de Linnaeusparkbuurt.

## Kunst
In februari 2019 werd op het plein De vrijheid van de gedachte van Hildo Krop onthuld.

## Afbeeldingen

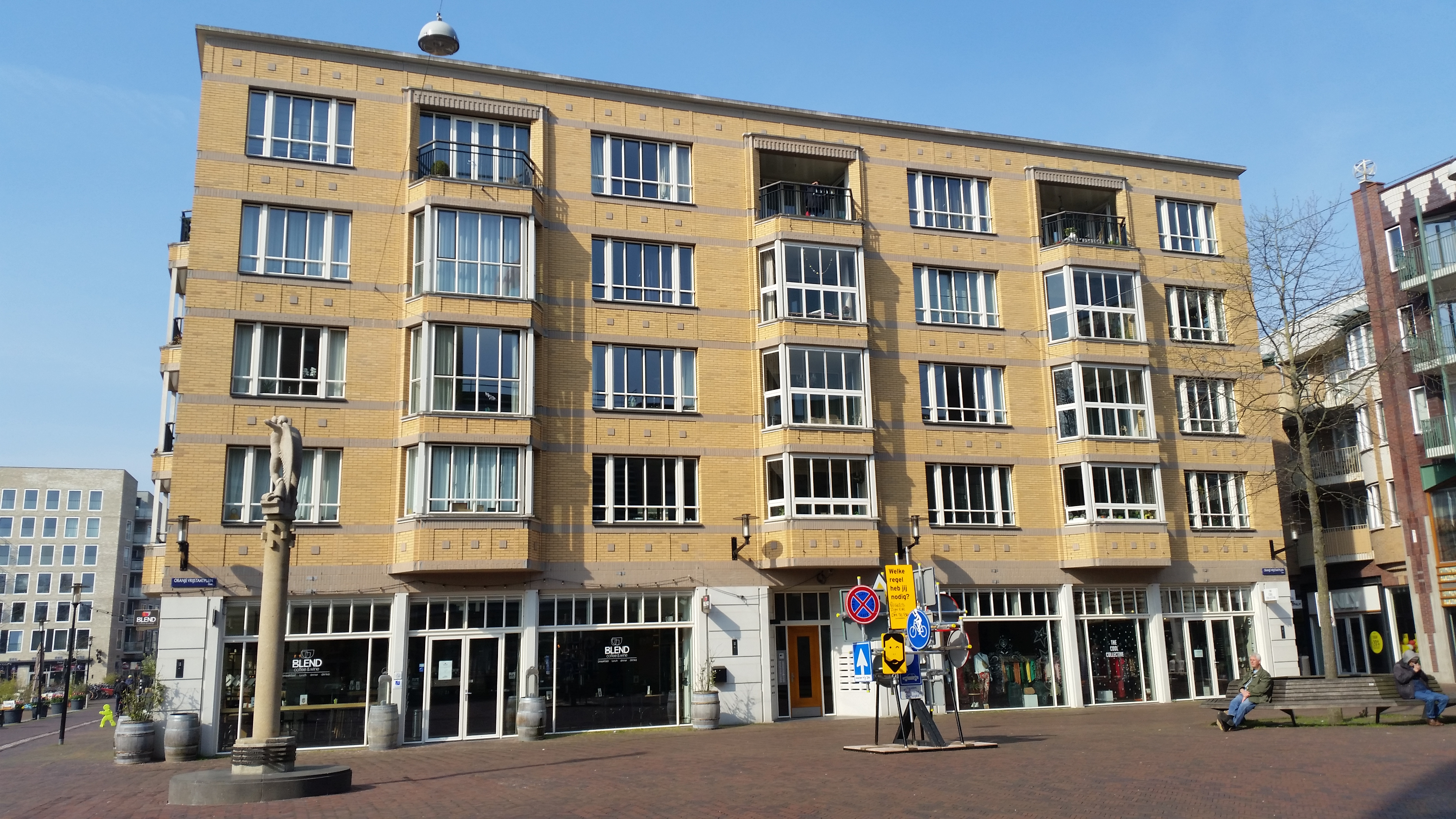
Oranje-Vrijstaatplein 3-40 met links De vrijheid van de gedachte van Krop (maart 2019)
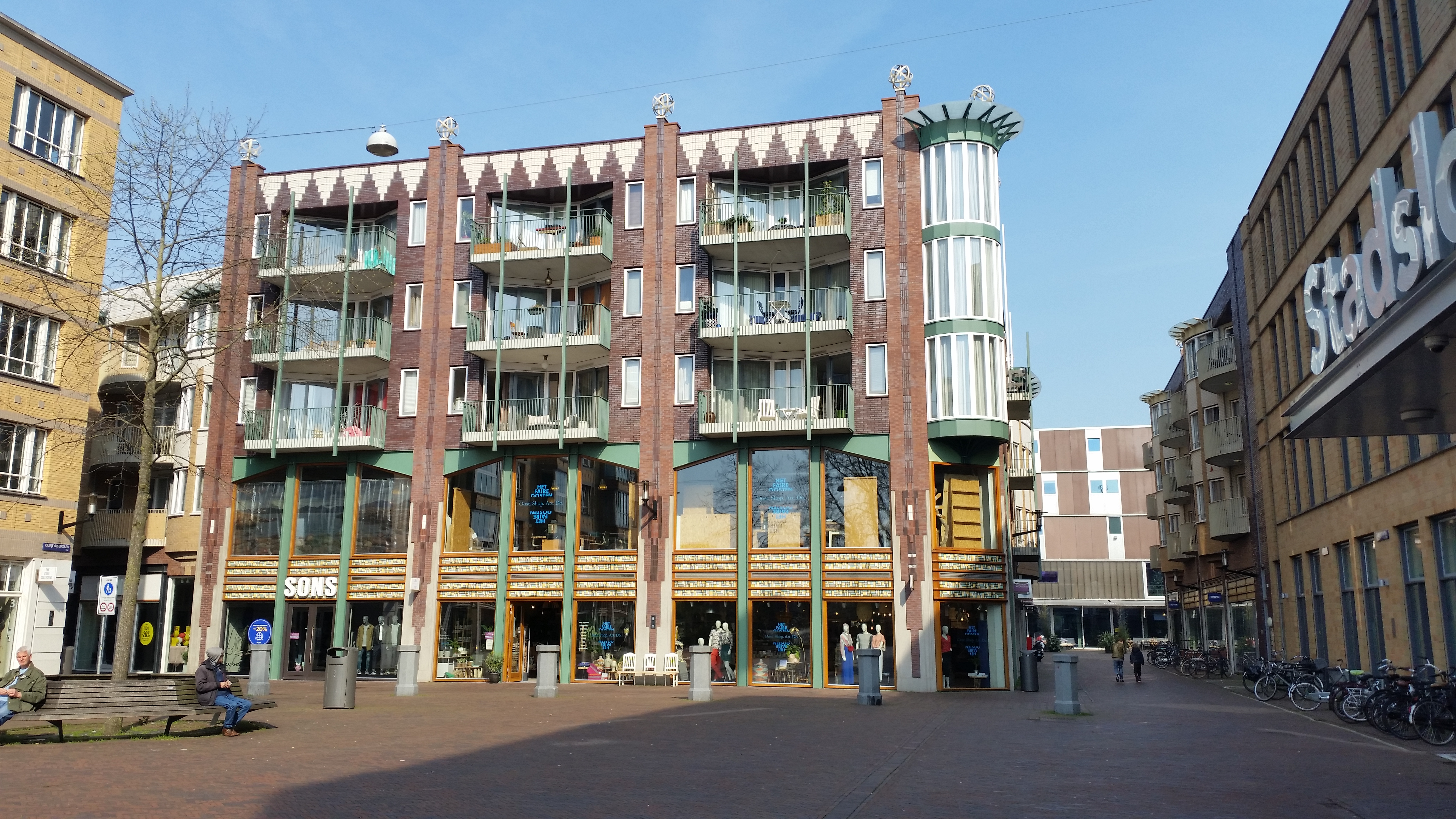
Gevelwand van Waldenlaan aan Oranje-Vrijstaatplein (maart 2019)
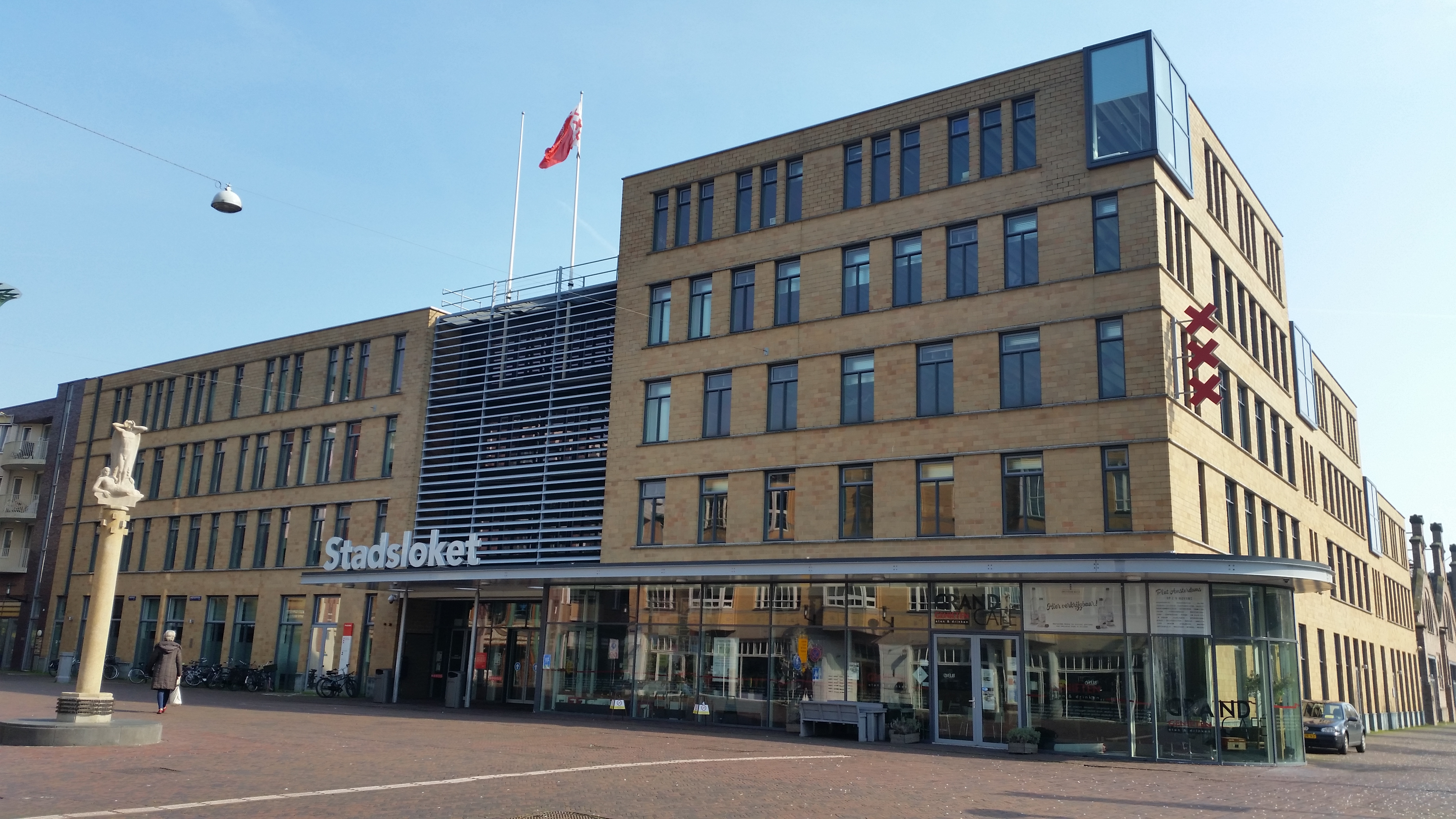
Oranje-Vrijstaatplein 1,2 met links De vrijheid van de gedachte van Krop (maart 2019)